# وبائيات البدانة
لوحظ وجود البدانة على مدار التاريخ البشري. تظهر البدانة في العديد من الرسوم المبكرة للشكل البشري في الفن والنحت. على أي حال، لم تصبح البدانة شائعة حتى القرن العشرين - لدرجة أنه في عام 1997، اعترفت منظمة الصحة العالمية رسميًا بالبدانة بوصفها وباء عالميًا. تُعرَّف البدانة بأنها وجود مؤشر كتلة جسم (BMI) أكبر من أو يساوي 30 كغ/م2، وفي يونيو 2013 صنفتها الجمعية الطبية الأمريكية على أنها مرض، وترافق ذلك مع الكثير للجدل.
في دول منظمة التعاون الاقتصادي والتنمية، يعاني طفل واحد من كل خمسة أطفال من زيادة الوزن أو البدانة. بمجرد اعتبارها مشكلة خاصة بالدول ذات الدخل المرتفع أخذت معدلات البدانة بالارتفاع في جميع أنحاء العالم. عالميًا، عدد الأشخاص الذين يعانون من البدانة حاليًا أكبر من عدد الذين يعانون من نقص الوزن، وهو اتجاه لوحظ في كل مناطق العالم باستثناء أجزاء من آسيا وأفريقيا جنوب الصحراء. عام 2013، كان نحو 2.1 مليار بالغ زائدي الوزن، مقارنة بنحو 857 مليونًا عام 1980. من بين البالغين زائدي الوزن، كان 31٪ بدينين. لوحظت زيادة البدانة بشكل أكبر في المناطق الحضرية.
بما أنه يمكن قياس دهون الجسم بعدة طرق، فإن الإحصائيات المتعلقة بوبائيات البدانة تختلف من مصدر لآخر. إن مؤشر كتلة الجسم هو المؤشر الأساسي والأكثر استخدامًا للبدانة، وتشمل المقاييس الأخرى محيط الخصر، ونسبة الخصر إلى الورك، وثخانة الطية الجلدية، والمعاوقة الحيوية الكهربائية. يزداد معدل البدانة مع تقدم العمر على الأقل حتى عمر 50 أو 60 عامًا.

## أفريقيا
تُقدَّر معدلات البدانة في غرب أفريقيا بنحو 10٪. تبلغ معدلات البدانة لدى النساء ثلاثة أضعاف تلك التي لدى الرجال. في المناطق الحضرية في غرب إفريقيا، زادت معدلات البدانة بأكثر من الضعف في السنوات الخمس عشرة الماضية.

### مصر
في مصر، وفقًا لبيانات من دراسة العبء العالمي للأمراض لعام 2016، كانت زيادة الوزن والبدانة (وفقًا لقياس مؤشر كتلة الجسم المرتفع) عامل الخطر الرئيسي في البلاد الذي أدى إلى معظم حالات الوفيات والعجز مجتمعين.

## آسيا

### الصين
تواجه الصين حاليًا تحديات الإفراط في التغذية. يُعتقد أن ذلك يعود في المقام الأول إلى الانخفاض السريع في النشاط البدني وتغيير العادات الغذائية التي حدثت بين الثمانينيات القرن العشرين والعقد الأول من القرن الحادي والعشرين. يُعزَى انخفاض النشاط البدني إلى زيادة التكنولوجيا في مكان العمل وتغيير الأنشطة الترفيهية.
عام 1989، كان 65٪ من الصينيين يعملون في وظائف تتطلب جهدًا بدنيًا مرتفعًا. انخفض هذا إلى 51٪ عام 2000. إلى جانب ذلك، حدث تغيير إلى نظام غذائي ذو محتوى أعلى من اللحوم والزيت، وحدثت زيادة في إجمالي السعرات الحرارية المتاحة. زادت السعرات الحرارية المتاحة للفرد من 2,330 سعرة حرارية (9,700 كيلو جول) يوميًا عام 1980 إلى 2,940 سعرة حرارية (12,300 كيلو جول) يوميًا عام 2002. زادت معدلات زيادة الوزن والبدانة لدى البالغين من 12.9٪ عام 1991 إلى 27.3٪ عام 2004.
إن معدلات البدانة الإجمالية أقل من 5٪ في الصين ككل، ولكنها تزيد عن 20٪ في بعض المدن.

### الهند
وصلت البدانة إلى معدلات وبائية في الهند في القرن الحادي والعشرين، حيث أصابت البدانة المرضية 5٪ من سكان البلاد. البدانة هي عامل خطر رئيسي لأمراض القلب والأوعية الدموية، وتعمل المنظمات غير الحكومية مثل جمعية القلب الهندية على زيادة الوعي حول هذه المشكلة. ارتبط كلا التحضر والحداثة بالبدانة. كانت البدانة أكثر انتشارًا في شمال الهند بين السكان الحضر (الذكور = 5.5٪، الإناث = 12.6٪)، تليها الأحياء الحضرية الفقيرة (الذكور = 1.9٪، الإناث = 7.2٪). كانت معدلات البدانة لدى سكان الريف هي الأدنى (الذكور = 1.6٪، الإناث = 3.8٪).
كان للطبقة الاجتماعية والاقتصادية أيضًا تأثير على معدل البدانة. بلغت معدلات النساء من الطبقة الاجتماعية والاقتصادية العالية 10.4٪ مقابل 0.9٪ لدى النساء من الطبقة الاجتماعية والاقتصادية المنخفضة. مع انتقال الناس إلى المراكز الحضرية وزيادة الثروة، تتزايد المخاوف بشأن وباء البدانة في الهند.

### إيران
بلغ معدل انتشار البدانة في إيران 26.3٪ عام 2008. وكان انتشار البدانة أكثر لدى النساء (39.5٪) منه لدى الرجال (14.5٪).

### اليابان
باستخدام معايير منظمة الصحة العالمية، تمتلك اليابان أقل معدل للبدانة بين الدول الأعضاء في منظمة التعاون الاقتصادي والتنمية بنسبة 3.2٪. على أي حال، نظرًا لكون الآسيويين معرضون بشكل خاص للمخاطر الصحية للأنسجة الدهنية الزائدة، أعاد اليابانيون تعريف البدانة على أنها أي مؤشر كتلة جسم أكبر من 25. باستخدام هذه القيمة المقطوعة، سيكون انتشار البدانة في اليابان 20٪، بزيادة قدرها ثلاثة أضعاف من عام 1962 إلى عام 2002. ذكر تقرير صدر عام 2008 أن 28.6٪ من الرجال و20.6٪ من النساء في اليابان يعتبرون بدينين.

### باكستان
يعد تغيير أنماط الحياة، بسبب التحضر، بالإضافة إلى مشكلات النظام الغذائي من الأسباب الرئيسية للبدانة في باكستان. وفقًا لدراسة حديثة، يُصنَّف واحد من كل أربعة باكستانيين بالغين (أو 22.2٪ من الأشخاص) بأنه بدين.

### تايوان
عام 2002، كان 15% من الأطفال بعمر 6 - 12 سنة زائدي الوزن؛ حسب الجنس، كان 15.5٪ من الذكور و14.4٪ زائدي الوزن. وفي نفس الفئة العمرية كان 12٪ من الأطفال بدينين. حسب الجنس، صُنِّف 14.7٪ من الذكور و9.1٪ من الإناث على أنهم بدينين. عام 2005، كان 14.9٪ من الأطفال بعمر 6 - 12 سنة زائدي الوزن؛ حسب الجنس، كان 15.85٪ من الذكور و14.02٪ من الإناث زائدي الوزن. صُنِّف 10.3٪ منهم على أنهم بدينين. حسب الجنس، صُنِّف 10.92٪ من الذكور و9.73٪ من الإناث على أنهم بدينين.
بناءً على هذه الأرقام، كانت الاتجاهات غير حاسمة، على الرغم من أن أكثر من 10٪ من الفئة العمرية تعاني من البدانة، لا يبدو أن البدانة تمثل مشكلة.

## أوروبا

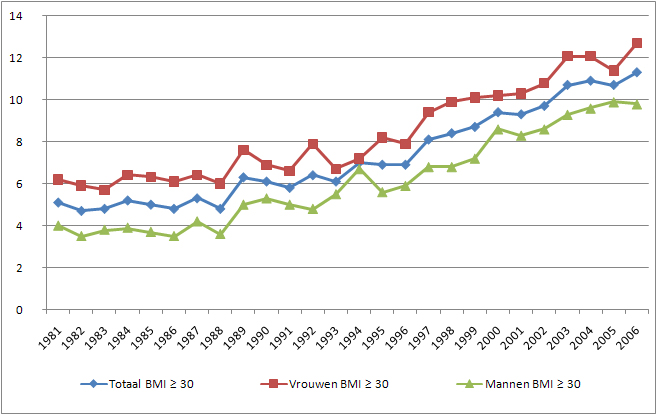
شرح المخطط: معدلات البدانة في هولندا بين عامي 1981 و2006.

ما بين سبعينيات القرن التاسع عشر والعقد الأول من القرن الحادي والعشرين، زادت معدلات البدانة في معظم الدول الأوروبية. خلال تسعينيات القرن التاسع عشر والعقد الأول من القرن الحادي والعشرين، أبلغت الدول السبع والعشرون التي تشكل الاتحاد الأوروبي عن معدلات سمنة تبلغ 10 - 27٪ لدى الرجال و10 - 38٪ لدى النساء.
تُظهر أحدث إحصائيات يوروستات مجتمعة، بالنسبة لعام 2009، أنه من بين الدول الأعضاء في الاتحاد الأوروبي التي تتوافر بيانات عنها والبالغ عددها 19، تفاوتت نسبة الأشخاص البدينين في السكان البالغين في 2008-2009 بين 8.0٪ (رومانيا) و 23.9٪ (المملكة المتحدة)) للنساء وما بين 7.6٪ (رومانيا) و 24.7٪ (مالطا) للرجال. بشكل عام، كان لدى المملكة المتحدة أعلى النسب، ورومانيا هي الأدنى. الرجال وكبار السن وذوي التعليم المنخفض يعانون أيضًا من معدلات سمنة أعلى بشكل ملحوظ.

### المملكة المتحدة
زاد معدل البدانة في المملكة المتحدة أربعة أضعاف خلال الثلاثين عامًا الماضية، حيث بلغ 22 - 24٪ في 2008/9. لدى المملكة المتحدة الآن أعلى معدل بدانة في أوروبا.
| السنة  | نسبة الذكور البدينين | نسبة الإناث البدينين |
| ------ | -------------------- | -------------------- |
| 1980   | 6%                   | 8%                   |
| 1993   | 13%                  | 16%                  |
| 2000   | 21%                  | 21%                  |
| 2008/9 | 22%                  | 24%                  |

## أمريكا الشمالية

معدلات البدانة كنسبة مئوية من مجموع السكان في الدول الأعضاء في منظمة التعاون الاقتصادي والتنمية في السنوات 1996 - 2003 (حسب مؤشر كتلة الجسم).

تظهر البيانات الوبائية أن انتشار البدانة هو الأعلى في الولايات المتحدة والمكسيك، من بين الدول ذات الدخل المرتفع.

### كندا
ارتفع عدد الكنديين البدينين بشكل كبير في السنوات الأخيرة. عام 2004، وجدت القياسات المباشرة للطول والوزن أن 23.1٪ من الكنديين الذين تزيد أعمارهم عن 18 عامًا لديهم مؤشر كتلة الجسم أكبر من 30. عند تقسيم النسبة السابقة إلى درجات البدانة، كان 15.2٪ من الفئة الأولى (مؤشر كتلة الجسم 30 - 34.9)، و5.1٪ من الفئة الثانية (مؤشر كتلة الجسم 35 - 39.9) و2.7٪ من الفئة الثالثة (مؤشر كتلة الجسم> 40). يتناقض ذلك مع البيانات المبلغ عنها ذاتيًا في العام السابق التي أشارت إلى نسبة 15.2٪ وفي عامي 1978 / 1979 بنسبة 13.8٪. حدثت أكبر الزيادات في درجات البدانة الشديدة، زادت البدانة من الدرجة الثالثة من 0.9٪ إلى 2.7٪ من 1978 / 1979 إلى 2004. تختلف البدانة في كندا حسب العرق. إن معدل البدانة لدى السكان الأصليين أعلى بكثير (37.6٪) من المتوسط الوطني.
ازدادت البدانة لدى الأطفال بشكل كبير بين عامي 1989 و2004 حيث زادت معدلات البدانة لدى الأولاد من 2٪ إلى 10٪ ولدى الفتيات من 2٪ إلى 9٪.

### المكسيك
لدى المكسيك واحد من أعلى معدلات البدانة بين دول منظمة التعاون الاقتصادي والتنمية، إذ تأتي في المرتبة الثانية بعد الولايات المتحدة. من أجل مكافحة هذا الوباء، فرضت المكسيك عام 2014 ضرائب جديدة على الأغذية ذات المحتوى المفرط من الطاقة وعلى المشروبات المحلاة بالسكر.

### الولايات المتحدة

أدت الزيادة في معدلات البدانة في الولايات المتحدة المشاهدة ما بين عامي 1985 و2010 إلى النقطة التي يكون فيها معدل البدانة في كل ولاية على الأقل 20٪، إلى جعلها نقطة تركيز مهمة للصحة العامة في السنوات الأخيرة.

تضاعفت معدلات البدانة في الولايات المتحدة ثلاث مرات تقريبًا منذ الستينيات القرن العشرين. عام 1962، كان نحو 13٪ من البالغين الأمريكيين بدينين، وبحلول عام 2002، وصلت معدلات البدانة إلى 33٪ من السكان البالغين. وفقًا لدراسة أجراها برنامج الصحة الوطنية وفحص التغذية جُمِعت بياناتها ما بين سبعينيات القرن العشرين وعام 2004، زاد انتشار زيادة الوزن والبدانة بشكل ثابت لدى جميع مجموعات الأمريكيين. تستمر الأرقام في الارتفاع، اعتبارًا من عام 2007، كان 33٪ من الرجال و36٪ من النساء بدينين، وبحلول عامي 2015 - 2016، كان لدى 39.6٪ من إجمالي السكان البالغين (37.9٪ من الرجال و41.1٪ من النساء) بدانة. تختلف معدلات البدانة بين المجموعات الاجتماعية المتنوعة، حيث تزداد احتمالية حدوث البدانة لدى بعض المجموعات العرقية والأفراد ذوي الدخل المنخفض، بينما تظهر الأقليات الأخرى معدلات بدانة أقل. اعتبارًا من عام 2014، كانت المعدلات منخفضة تصل إلى 12٪ لدى النساء الآسيويات غير الهسبانيات (non-Hispanic) ومرتفعة تصل إلى 57٪ لدى النساء الأمريكيات من أصل أفريقي.
تختلف معدلات الإصابة بالبدانة أيضًا باختلاف المنطقة الجغرافية. يُشار إلى الجنوب الأمريكي باسم «حزام السكتة الدماغية Stroke belt» أو «حزام البدانة Obesity belt» أو «حزام البدانة Diabetes belt» مما يعكس حقيقة أن سكان المنطقة لديهم معدلات إصابة عالية بهذه الحالات الثلاث مقارنة بأشخاص من نفس العرق / الإثنية في مكان آخر من الدولة.
استنادًا إلى دراسة أجريت عام 2008، تصل تقديرات البدانة التي تعتمد على البيانات المبلغ عنها ذاتيًا إلى معدل 22٪ لدى الإناث البيضاوات غير الهسبانيات، بينما تُظهر الدراسات التي تتضمن قياسًا مباشرًا أن المعدل كان أقرب إلى 34٪ في ذلك الوقت.

شرح المخطط: انتشار البدانة بين عامي 1960 و2004 في الولايات المتحدة.

زاد انتشار البدانة من الدرجة الثالثة (المرضية) (مؤشر كتلة الجسم أكبر أو يساوي 40) بشكل كبير، من 1.3٪ في أواخر سبعينيات القرن العشرين، إلى 2.9٪ عامي 1988 - 1994، وإلى 4.7٪ عام 2000، وإلى 5.7 ٪ عام 2008، وإلى 7.7 ٪ عام 2014. لدى النساء الأميركيات من أصل أفريقي، يقدر انتشار البدانة بنسبة تصل إلى 17٪.
بدأ معدل زيادة الإصابة بالبدانة بالتباطؤ في العقد الأول من القرن الحادي والعشرين، ولكن اعتبارًا من عام 2014 استمرت البدانة والبدانة الشديدة والبدانة لدى الأطفال بالارتفاع.
تعتبر البدانة واحدة من القضايا الصحية الرئيسية في الولايات المتحدة إذ تؤدي إلى حدوث 300,000 حالة وفاة إضافية سنويًا. على أي حال، عام 2005 وباستخدام منهجية مختلفة، أنتج البحث في مراكز السيطرة على الأمراض والوقاية منها تقديرًا على مستوى البلاد يبلغ 129,000 حالة وفاة إضافية سنويًا مقارنة بالأفراد الذين لديهم مؤشر كتلة الجسم يتراوح من 21 إلى 25.

## أمريكا الجنوبية ومنطقة البحر الكاريبي
وجدت استبيانات في دول الكاريبي المختلفة أن 7 - 20٪ من الذكور و22 - 48٪ من الإناث فوق عمر 15 بدينين. لدى ترينيداد وتوباغو أعلى معدلات البدانة في منطقة البحر الكاريبي، مع كون أكثر من 30% من السكان البالغين زائدي الوزن، مما يجعلها في المرتبة السادسة عالميًا. تعاني جزر البهاما من وباء البدانة: 48.6٪ من الأشخاص الذين تتراوح أعمارهم بين 15 و64 عامًا بدينين. إن مراهقة من جزر البهاما أكثر عرضة لزيادة الوزن من نظيرها الذكر. في جامايكا، 7.2٪ من الرجال فوق عمر 20 بدينين، بينما 31.5٪ من النساء بدينات. 

## أوقيانوسيا والمحيط الهادئ

### أستراليا

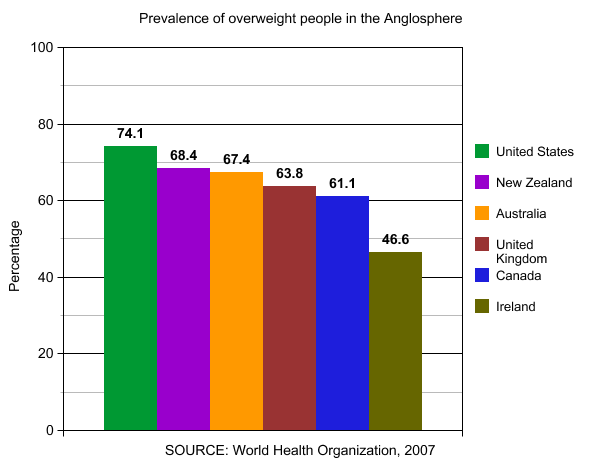
شرح المخطط: وفقًا لإحصاءات عام 2007 الصادرة عن منظمة الصحة العالمية، فإن أستراليا لديها ثالث أعلى معدل انتشار للبدانة بين البالغين من بين دول العالم الناطق بالإنجليزية.

وفقًا للنتائج المُقاسَة وكذلك المُبلغ عنها ذاتيًا الصادرة عن المكتب الوطني للإحصاء عامي 2007 - 2008، كان 61٪ من الأستراليين زائدي الوزن (مؤشر كتلة جسم أكبر من 25)، و24٪ يُصنَّفون ضمن فئة «البدانة» (مؤشر كتلة جسم أكبر من 30%). كان الرجال أكثر عرضة لزيادة الوزن (67.7٪) والبدانة (25.5٪) من النساء (30.9٪ و23.4٪ على التوالي).

### نيوزيلاندا
أصبحت البدانة في نيوزيلندا مصدر قلق مهم للصحة الوطنية في السنوات الأخيرة، مع وجود أعداد كبيرة من الأشخاص المصابين في كل فئة عمرية وعرقية. في عامي 2011/2012، كان 28.4٪ من البالغين النيوزيلنديين يعانون بدينين، وهو رقم تجاوزته فقط الولايات المتحدة من بين الدول الناطقة باللغة الإنجليزية.

### جنوب المحيط الهادي
تملك العديد من الجزر الموجودة في جنوب المحيط الهادئ معدلات بدانة عالية جدًا. لدى ناورو أعلى معدل للبدانة في العالم (94.5٪)، تليها ساموا، وولايات ميكرونيزيا الموحدة، وساموا الأمريكية. لطالما ارتبط كون المرء كبير الحجم بالصحة والجمال والمكانة، ولا تزال العديد من هذه المعتقدات سائدة اليوم.